# Mateja Zver
Mateja Zver, slovenska nogometašica, *15. marec 1988.
Od leta 2015 igra za St. Pölten-Spratzern v avstrijski ligi. Pred tem je igrala za Pomurje v Slovenski ligi ter za Þór/KA v islandski Úrvalsdeild. Z rekordnimi 61 zadetki je bila najboljša strelka 1. SNŽL v sezoni 2006/07.
Je tudi članica Slovenske nogometne reprezentance, v kateri je bila kapetanka.